# فلوکس‌باکس
فلاکس باکس (به انگلیسی: Fluxbox) یک مدیر پنجره پشته ای برای سیستم پنجره x است که از Blackbox با هدف سبکی مشتق شده است.
رابط کاربری آن فقط شامل یک منوی وظیفه و یک منوی باز شونده که از طریق راست کلیک بر دسکتاپ قابل دستیابی است و یک پشتیبانی کوچکی برای آیکن ها.تمام فایل های پایه تنظیمات که شامل ایجاد منوها و نقشه کلید های متصل شدهاست در فایل های متنی قرار دارند.

## ابزارهای مفید
- IPager : یک صفحه کننده سبک وزن .
- Fbsetbg[پیوند مرده] : تنظیم کننده کاغذ دیواری برای فلاکس باکس
- FluxSpace : یک مدیریت گر پنجره و بهبود گر و الزام میزکار
- Fluxter : یک شکاف صفحه کننده
- iDesk : یک وسیله مفید ایکون رومیزی (به انگلیسی: Desktop)

## همچنین مشاهده کنید
- Blackbox
- اوپن‌باکس
- Comparison of X window managers

## پینودهای خارجی
- fluxbox.org Official website
- Fluxbox-wiki Fluxbox official wiki
- #fluxbox on freenode
- Customize.org بایگانی‌شده  در ۹ آوریل ۲۰۰۷ توسط Wayback Machine a collection of Fluxbox themes